# Савкин, Александр Владимирович
Александр Владимирович Савкин (узб. Aleksandr Savkin; род. 24 марта 1988, Москва) — российский и узбекистанский пятиборец, мастер спорта России международного класса (2012), член сборной команды России с 2012 года, участник летних Олимпийских игр 2020 года в Токио.

## Биография
Савкин Александр Владимирович родился 24 марта 1988 года в Москве. Начал спортивную карьеру в пятиборье с 2001 года. В 2009 году закончил обучение в ГБПОУ Московское среднее специальное училище олимпийского резерва № 1 Москомспорта, получив диплом по специальности тренер-преподаватель по физической культуре. С 2010 по 2016 год учился в РГУФКСМиТ (ГЦОЛИФК) по специальности педагог по физической культуре. Был членом сборной команды России по современному пятиборью с 2012 по 2019 год. В этого период стал бронзовым призёром чемпионата мира в эстафете (2012), серебряным призёром на чемпионате Европы в эстафете (2016), чемпионом России (2016), серебряным призёром чемпионата Европы в командном зачёте (2017), бронзовым призёром финала Кубка мира в эстафете (2016). С 2019 года выступает под флагом Узбекистана.

## Спортивные достижения
- Чемпионат России по современному пятиборью 2011 года:
  - эстафета — ;
- Чемпионат России по современному пятиборью 2012 года:
  - команда — ;
  - личное первенство — ;
- Чемпионат России по современному пятиборью 2013 года:
  - эстафета — ;
  - команда — ;
  - личное первенство — ;
- Чемпионат России по современному пятиборью 2014 года:
  - команда — ;
- Чемпионат России по современному пятиборью 2015 года:
  - команда — ;
- Чемпионат России по современному пятиборью 2016 года:
  - личное первенство — ;
  - команда — ;
- Чемпионат России по современному пятиборью 2017 года:
  - личное первенство — ;
- Кубок России по современному пятиборью 2017 года:
  - команда — ;